# Sven Ahlgren (konstnär)
Sven Harald Ahlgren, född 22 november 1922 i Huddinge, Stockholms län, död 5 september 1997 i Vantörs församling i Stockholm, var en svensk konstnär.
Han var son till direktören Harald Ahlgren och Carin Wistrand. Ahlgren studerade vid Tekniska skolan i Stockholm samt vid Ollers målarskola. Han medverkade i ett stort antal samlingsutställningar bland annat på Holmquists konstsalong i Stockholm och med Sveriges allmänna konstförenings höstsalonger. Vid en separatutställning i Lilla Paviljongen visade han landskapsmålningar från Italien. Hans konst består av landskapsmålningar främst från Öland och små teckningar i fetkrita med motiv från krogar, spelhålor och ateljéer. Sven Ahlgren är gravsatt i minneslunden på Brännkyrka kyrkogård.